# Movistar Open 2002 - Qualificazioni singolare
Le qualificazioni del singolare  del Movistar Open 2002 sono state un torneo di tennis preliminare per accedere alla fase finale della manifestazione. I vincitori dell'ultimo turno sono entrati di diritto nel tabellone principale. In caso di ritiro di uno o più giocatori aventi diritto a questi sono subentrati i lucky loser, ossia i giocatori che hanno perso nell'ultimo turno ma che avevano una classifica più alta rispetto agli altri partecipanti che avevano comunque perso nel turno finale.
Le qualificazioni del torneo Movistar Open 2002 prevedevano 32 partecipanti di cui 4 sono entrati nel tabellone principale.

## Teste di serie
1. Sergi Bruguera (primo turno)
2. Hugo Armando (primo turno)
3. Marc López (ultimo turno)
4. Ricardo Mello (secondo turno)

1. Juan Antonio Marín (Qualificato)
2. Edgardo Massa (secondo turno)
3. Nicolas Coutelot (Qualificato)
4. Daniel Melo (primo turno)

## Qualificati
1. Marcos Daniel
2. Júlio Silva

1. Juan Antonio Marín
2. Nicolas Coutelot

## Tabellone

### Legenda
| - Q = Qualificato - WC = Wild card - LL = Lucky loser | - ALT = Alternate - SE = Special Exempt - PR = Protected Ranking | - w/o = Walkover - r = Ritirato - d = Squalificato |

### Sezione 1
|  | Primo turno       | Primo turno       | Primo turno       | Primo turno | Primo turno |  |  | Secondo turno   | Secondo turno   | Secondo turno   | Secondo turno   | Secondo turno   |   |   | Ultimo turno  | Ultimo turno  | Ultimo turno  | Ultimo turno | Ultimo turno |  |
|  |                   |                   |                   |             |             |  |  |                 |                 |                 |                 |                 |   |   |               |               |               |              |              |  |
|  |                   | Marcos Daniel     | Marcos Daniel     | 6           | 6           |  |  |                 |                 |                 |                 |                 |   |   |               |               |               |              |              |  |
|  | 1                 | Sergi Bruguera    | Sergi Bruguera    | 3           | 2           |  |  | Marcos Daniel   | Marcos Daniel   | 6               | 2               | 6               |   |   |               |               |               |              |              |  |
|  | Gorka Fraile      | Gorka Fraile      | Gorka Fraile      | 6           | 6           |  |  | Gorka Fraile    | Gorka Fraile    | 4               | 6               | 3               |   |   |               |               |               |              |              |  |
|  | Ignacio Hirigoyen | Ignacio Hirigoyen | Ignacio Hirigoyen | 2           | 3           |  |  |                 |                 |                 |                 |                 |   |   | Marcos Daniel | Marcos Daniel | Marcos Daniel | 6            | 6            |  |
|  | Óscar Hernández   | Óscar Hernández   | 6                 | 63          | 6           |  |  |                 |                 | Óscar Hernández | Óscar Hernández | Óscar Hernández | 1 | 2 |               |               |               |              |              |  |
|  | Phillip Harboe    | Phillip Harboe    | 2                 | 7           | 4           |  |  | Óscar Hernández | Óscar Hernández | 6               | 2               | 6               |   |   |               |               |               |              |              |  |
|  |                   | Leonardo Olguín   | Leonardo Olguín   | 7           | 6           |  |  | Leonardo Olguín | Leonardo Olguín | 4               | 6               | 4               |   |   |               |               |               |              |              |  |
|  | 8                 | Daniel Melo       | Daniel Melo       | 65          | 4           |  |  |                 |                 |                 |                 |                 |   |   |               |               |               |              |              |  |

### Sezione 2
|  | Primo turno       | Primo turno       | Primo turno       | Primo turno | Primo turno |  |  | Secondo turno | Secondo turno     | Secondo turno     | Secondo turno     | Secondo turno     |   |    | Ultimo turno | Ultimo turno | Ultimo turno | Ultimo turno | Ultimo turno |  |
|  |                   |                   |                   |             |             |  |  |               |                   |                   |                   |                   |   |    |              |              |              |              |              |  |
|  |                   | Júlio Silva       | 2                 | 6           | 6           |  |  |               |                   |                   |                   |                   |   |    |              |              |              |              |              |  |
|  | 2                 | Hugo Armando      | 6                 | 4           | 2           |  |  | Júlio Silva   | Júlio Silva       | Júlio Silva       | 6                 | 6                 |   |    |              |              |              |              |              |  |
|  | Adrián García     | Adrián García     | 1                 | 6           | 6           |  |  | Adrián García | Adrián García     | Adrián García     | 1                 | 1                 |   |    |              |              |              |              |              |  |
|  | Feliciano López   | Feliciano López   | 6                 | 2           | 3           |  |  |               |                   |                   |                   |                   |   |    | Júlio Silva  | Júlio Silva  | Júlio Silva  | 6            | 5            |  |
|  | Christian Kordasz | Christian Kordasz | Christian Kordasz | 6           | 6           |  |  |               |                   | Christian Kordasz | Christian Kordasz | Christian Kordasz | 2 | 3r |              |              |              |              |              |  |
|  | Miguel Miranda    | Miguel Miranda    | Miguel Miranda    | 4           | 2           |  |  |               | Christian Kordasz | Christian Kordasz | 6                 | 6                 |   |    |              |              |              |              |              |  |
|  | 6                 | Edgardo Massa     | Edgardo Massa     | 6           | 6           |  |  | 6             | Edgardo Massa     | Edgardo Massa     | 2                 | 4                 |   |    |              |              |              |              |              |  |
|  |                   | Hermes Gamonal    | Hermes Gamonal    | 0           | 0           |  |  |               |                   |                   |                   |                   |   |    |              |              |              |              |              |  |

### Sezione 3
|  | Primo turno      | Primo turno         | Primo turno         | Primo turno | Primo turno |  |  | Secondo turno | Secondo turno      | Secondo turno    | Secondo turno      | Secondo turno      |   |   | Ultimo turno | Ultimo turno | Ultimo turno | Ultimo turno | Ultimo turno |  |
|  |                  |                     |                     |             |             |  |  |               |                    |                  |                    |                    |   |   |              |              |              |              |              |  |
|  | 3                | Marc López          | Marc López          | 6           | 7           |  |  |               |                    |                  |                    |                    |   |   |              |              |              |              |              |  |
|  |                  | Oscar Serrano-Gamez | Oscar Serrano-Gamez | 4           | 64          |  |  | 3             | Marc López         | Marc López       | 6                  | 6                  |   |   |              |              |              |              |              |  |
|  | Martín Rodríguez | Martín Rodríguez    | Martín Rodríguez    | 6           | 6           |  |  |               | Martín Rodríguez   | Martín Rodríguez | 4                  | 3                  |   |   |              |              |              |              |              |  |
|  | Jaime Fillol     | Jaime Fillol        | Jaime Fillol        | 2           | 3           |  |  |               |                    |                  |                    |                    |   |   | 3            | Marc López   | Marc López   | 3            | 1            |  |
|  | Diego Veronelli  | Diego Veronelli     | Diego Veronelli     | 6           | 6           |  |  |               |                    | 5                | Juan Antonio Marín | Juan Antonio Marín | 6 | 6 |              |              |              |              |              |  |
|  | Sergio Roitman   | Sergio Roitman      | Sergio Roitman      | 3           | 2           |  |  |               | Diego Veronelli    | 6                | 6                  | 2r                 |   |   |              |              |              |              |              |  |
|  | 5                | Juan Antonio Marín  | Juan Antonio Marín  | 6           | 6           |  |  | 5             | Juan Antonio Marín | 3                | 7                  | 4                  |   |   |              |              |              |              |              |  |
|  |                  | Juan Pablo Guzmán   | Juan Pablo Guzmán   | 2           | 2           |  |  |               |                    |                  |                    |                    |   |   |              |              |              |              |              |  |

### Sezione 4
|  | Primo turno              | Primo turno              | Primo turno              | Primo turno | Primo turno |  |  | Secondo turno | Secondo turno    | Secondo turno    | Secondo turno    | Secondo turno    |   |   | Ultimo turno | Ultimo turno | Ultimo turno | Ultimo turno | Ultimo turno |  |
|  |                          |                          |                          |             |             |  |  |               |                  |                  |                  |                  |   |   |              |              |              |              |              |  |
|  | 4                        | Ricardo Mello            | 6                        | 2           | 6           |  |  |               |                  |                  |                  |                  |   |   |              |              |              |              |              |  |
|  |                          | German Puentes-Alcaniz   | 4                        | 6           | 3           |  |  | 4             | Ricardo Mello    | Ricardo Mello    | 2                | 3                |   |   |              |              |              |              |              |  |
|  | Gastón Etlis             | Gastón Etlis             | Gastón Etlis             | 6           | 6           |  |  |               | Gastón Etlis     | Gastón Etlis     | 6                | 6                |   |   |              |              |              |              |              |  |
|  | Martín Vassallo Argüello | Martín Vassallo Argüello | Martín Vassallo Argüello | 3           | 0           |  |  |               |                  |                  |                  |                  |   |   |              | Gastón Etlis | Gastón Etlis | 65           | 4            |  |
|  | Diego Moyano             | Diego Moyano             | Diego Moyano             | 6           | 6           |  |  |               |                  | 7                | Nicolas Coutelot | Nicolas Coutelot | 7 | 6 |              |              |              |              |              |  |
|  | Mariano Puerta           | Mariano Puerta           | Mariano Puerta           | 4           | 3           |  |  |               | Diego Moyano     | Diego Moyano     | 3                | 3                |   |   |              |              |              |              |              |  |
|  | 7                        | Nicolas Coutelot         | Nicolas Coutelot         | 7           | 7           |  |  | 7             | Nicolas Coutelot | Nicolas Coutelot | 6                | 6                |   |   |              |              |              |              |              |  |
|  |                          | Diego Hipperdinger       | Diego Hipperdinger       | 610         | 64          |  |  |               |                  |                  |                  |                  |   |   |              |              |              |              |              |  |